# Maura Tierney
Maura Tierney (Boston (Massachusetts), 3 februari 1965) is een Amerikaanse actrice, die onder meer dokter Abby Lockhart speelde in de televisieserie ER, waar ze een Emmy Award-nominatie voor kreeg.
Ze heeft ook verschillende rollen gespeeld in de series Student Exchange, Crossing the Mob, The Dick Van Dyke Show, Flying Blind, Out of Darkness, 704 Hauser, NewsRadio en The Affair.

## Filmografie
- Twisters (2024)
- The Iron Claw (2023)
- Beautiful Boy (2018)
- Finding Amanda (2008)
- Baby Mama (2008)
- Semi-Pro (2008)
- The Go-Getter (2007)
- Diggers (2006)
- The Go-Getter (2006)
- Danny Roane: First Time Director (2006)
- Welcome to Mooseport (2004)
- Melvin Goes to Dinner (2003)
- The Nazi (2002)
- Rooftop Kisses (2002)
- Insomnia (2002)
- Scotland, Pa. (2001)
- Oxygen (1999)
- Instinct (1999)
- Forces of Nature (1999)
- Primary Colors (1998)
- Liar Liar (1997)
- Mercy (1996)
- Primal Fear (1996)
- The Temp (1993)
- Fly by Night (1993)
- White Sands (1992)
- Dead Women in Lingerie (1991)
- The Linguini Incident (1991)

- Biblioteca Nacional de España: XX1542121
- Bibliothèque nationale de France: cb14044148s (data)
- CiNii: DA16853206
- Gemeinsame Normdatei: 129584851
- International Standard Name Identifier: 0000 0000 6302 3294
- Library of Congress Control Number: no00066676
- Nationale Bibliotheek van Tsjechië: xx0220120
- Nationale bibliotheek van Australië: 42362999
- Nationale Bibliotheek van Israël: 987007444310805171
- Nationale Bibliotheek van Polen: a0000001653479
- Nederlandse Thesaurus van Auteursnamen: 34561304X
- Système universitaire de documentation: 129585068
- Trove: 1457762
- Virtual International Authority File: 51890861
- WorldCat: E39PBJxGP96Qthq9bCV3CqKrv3